# Computação afetiva
Computação afetiva é um campo da informática que leva em consideração as emoções e os "estados de espírito" para a confecção de hardwares e de softwares. Ela utiliza de vários campos do conhecimento, como Informática, Educação, Psicologia, Sociologia, Inteligência Artificial, dentre outros. Com esse conjunto de conhecimentos procura construir ferramentas capazes de "dialogar" com o sujeito e seu estado emocional, a fim de criar situações computacionais que acompanhem esses "estados" do sujeito e, assim, facilitar a sua vida.
Picard (s/d) afirma que, se máquinas tivessem habilidades emocionais seria possível construir robôs e objetos sintéticos capazes de emular a vida humana e animal, construir máquinas inteligentes, entender emoções a partir de sua modelização e, finalmente, construir máquinas que sejam menos frustrantes na interação homem-computador. Além disso, os sistemas tornam-se mais acessíveis, possibilitando uma relação mais amigável do usuário com a máquina.
Com isso, os sistemas afetivos são construídos e têm capacidade de reconhecer, expressar, possuir ou desenvolver emoções. No contexto de implementar emoções, conforme Picard, pode-se apontar a existência de quatro elementos:
1. emotional appearance - inclui comportamento ou expressões que dão a impressão de que o sistema possui emoções (podem-se utilizar objetos sintéticos animados, feedback sonoro, facial e outras expressões comportamentais);

1. multiple levels of emotion generation - refere-se à geração de emoção;

1. emotional experience - refere-se à forma como são percebidos estados emocionais. Eles estão relacionados à consciência e esse é um problema para sistemas inteligentes;

1. a large category of Mind-body interactions - por último, o quarto diz respeito aos mecanismos de sinalização e de regulação das emoções que estão relacionadas às atividades cognitivas e corporais.